# Sammenligning af torrent-software
Den følgende tabel sammenligner generel og teknisk information om et antal programmer som understøtter BitTorrent. Læs venligst de individuelle produkters artikler for mere information. Denne artikel indbefatter ikke alt og er heller ikke nødvendigvis fuldt opdateret.

## Egenskaber
| BitTorrent klient   | FLOSS    | Fungerer i Linux/Unix | Fungerer i Windows | Fungerer i Mac OS X | Max aktive torrents | Understøtter Super-seeding | Tracker             | Malware-frit        | Understøtter UPnP Port Mapping | Understøtter NAT traversal | Understøtter DHT    | Understøtter Peer exchange | Understøtter Protocol header kryptering |
| ------------------- | -------- | --------------------- | ------------------ | ------------------- | ------------------- | -------------------------- | ------------------- | ------------------- | ------------------------------ | -------------------------- | ------------------- | -------------------------- | --------------------------------------- |
| ABC                 | Ja       | Ja                    | Ja                 | Nej                 | 8                   | Ja                         | Nej                 | Ja                  | Ja                             | Nej                        | Nej                 | ?                          | Nej                                     |
| Acquisition         | Nej      | Nej                   | Nej                | Ja                  | ?                   | Nej                        | Nej                 | Ja                  | Nej                            | Nej                        | Nej                 | ?                          | Nej                                     |
| Anatomic P2P        | Ja       | Ja                    | Ja                 | Ja                  | 8                   | Ja                         | Separat download    | Ja                  | Ja                             | 1\|2}}\|{{{3}}}\|}}        | 1\|2}}\|{{{3}}}\|}} | ?                          | Nej                                     |
| Arctic Torrent      | Ja       | Nej                   | Ja                 | Nej                 | 8                   | Nej                        | Nej                 | Ja                  | Nej                            | Nej                        | Nej                 | ?                          | Nej                                     |
| Azureus             | Ja       | Ja                    | Ja                 | Ja                  | 8                   | Ja                         | Indbygget           | Ja                  | Ja                             | Kun DHT                    | Ja                  | Ja                         | Ja                                      |
| BitComet            | Nej      | Nej                   | Ja                 | Nej                 | 8                   | Nej                        | Separat download    | Valgfri adware      | Ja                             | Ja                         | Ja                  | Ja                         | Ja                                      |
| BitLord             | Nej      | Nej                   | Ja                 | Nej                 | 8                   | Nej                        | Nej                 | Adware              | Ja                             | Ja                         | Nej                 | ?                          | Nej                                     |
| BitTornado          | Ja       | Ja                    | Ja                 | Nej                 | 8                   | Ja                         | Ja                  | Ja                  | Ja                             | Nej                        | Nej                 | Ja                         | Nej                                     |
| BitTorrent          | Ja       | Ja                    | Ja                 | Ja                  | 8                   | Nej                        | Ja                  | Ja                  | Beta                           | Nej                        | Ja                  | ?                          | Nej                                     |
| BitSpirit           | Nej      | Nej                   | Ja                 | Nej                 | 8                   | Ja                         | Nej                 | Ja                  | Ja                             | Ja                         | Ja                  | ?                          | Nej                                     |
| Bits on Wheels      | Nej      | Nej                   | Nej                | Ja                  | 8                   | Nej                        | Nej                 | Ja                  | Nej                            | 1\|2}}\|{{{3}}}\|}}        | Nej                 | ?                          | Nej                                     |
| Blizzard Downloader | Nej      | Nej                   | Ja                 | Ja                  | 1                   | Nej                        | Nej                 | Ja                  | Nej                            | Nej                        | Nej                 | ?                          | Nej                                     |
| Blog Torrent        | muligvis | Nej                   | Ja                 | Ja                  | 3                   | ?                          | Ja                  | ?                   | ?                              | ?                          | ?                   | ?                          | ?                                       |
| BtManager           | Ja       | Ja                    | Ja                 | Ja                  | 1\|2}}\|{{{3}}}\|}} | 1\|2}}\|{{{3}}}\|}}        | 1\|2}}\|{{{3}}}\|}} | 1\|2}}\|{{{3}}}\|}} | 1\|2}}\|{{{3}}}\|}}            | 1\|2}}\|{{{3}}}\|}}        | 1\|2}}\|{{{3}}}\|}} | ?                          | Nej                                     |
| burst!              | Ja       | Nej                   | Ja                 | Nej                 | 20                  | Ja                         | Nej                 | Ja                  | 1\|2}}\|{{{3}}}\|}}            | 1\|2}}\|{{{3}}}\|}}        | 1\|2}}\|{{{3}}}\|}} | ?                          | Nej                                     |
| ctorrent            | Ja       | Ja                    | Nej                | Nej                 | 8                   | 1\|2}}\|{{{3}}}\|}}        | 1\|2}}\|{{{3}}}\|}} | 1\|2}}\|{{{3}}}\|}} | 1\|2}}\|{{{3}}}\|}}            | 1\|2}}\|{{{3}}}\|}}        | 1\|2}}\|{{{3}}}\|}} | ?                          | Nej                                     |
| eDonkey2000         | Nej      | Ja                    | Ja                 | Ja                  | 1\|2}}\|{{{3}}}\|}} | 1\|2}}\|{{{3}}}\|}}        | 1\|2}}\|{{{3}}}\|}} | Adware              | 1\|2}}\|{{{3}}}\|}}            | 1\|2}}\|{{{3}}}\|}}        | 1\|2}}\|{{{3}}}\|}} | ?                          | Nej                                     |
| freeloader          | Ja       | Ja                    | Nej                | Nej                 | 8                   | ?                          | Nej                 | Ja                  | ?                              | ?                          | ?                   | ?                          | Nej                                     |
| G3 Torrent          | Ja       | Nej                   | Ja                 | Nej                 | 8                   | Nej                        | Nej                 | Ja                  | Nej                            | Nej                        | Nej                 | ?                          | Nej                                     |
| Gnejme BitTorrent   | Ja       | Ja                    | Nej                | Nej                 | 8                   | ?                          | Nej                 | Ja                  | ?                              | ?                          | Nej                 | Nej                        | Nej                                     |
| KTorrent            | Ja       | Ja                    | Nej                | Nej                 | 8                   | Nej                        | Nej                 | Ja                  | Ja                             | Nej                        | Nej                 | ?                          | Nej                                     |
| Localhost           | Ja       | Ja                    | Ja                 | Nej                 | 8                   | Ja                         | Indbygget           | Ja                  | Ja                             | Ja                         | Ja, obligatorisk.   | ?                          | Nej                                     |
| MLNet               | Ja       | Ja                    | Ja                 | Ja                  | 8                   | 1\|2}}\|{{{3}}}\|}}        | Nej                 | Ja                  | 1\|2}}\|{{{3}}}\|}}            | 1\|2}}\|{{{3}}}\|}}        | Nej                 | ?                          | Nej                                     |
| MooPolice           | Nej      | Nej                   | Ja                 | Nej                 | 8                   | Nej                        | Nej                 | Ja                  | Ja                             | Nej                        | Ja                  | Ja                         | Nej                                     |
| Opera 9 browser     | Nej      | Ja                    | Ja                 | Ja                  | 8                   | ?                          | Nej                 | Ja                  | Nej                            | ?                          | ?                   | Nej                        | Nej                                     |
| QTorrent            | Ja       | Ja                    | Nej                | Nej                 | 1\|2}}\|{{{3}}}\|}} | 1\|2}}\|{{{3}}}\|}}        | 1\|2}}\|{{{3}}}\|}} | 1\|2}}\|{{{3}}}\|}} | 1\|2}}\|{{{3}}}\|}}            | 1\|2}}\|{{{3}}}\|}}        | 1\|2}}\|{{{3}}}\|}} | ?                          | Nej                                     |
| rtorrent            | Ja       | Ja                    | Nej                | Ja                  | 8                   | Nej                        | Nej                 | Ja                  | Nej                            | Nej                        | Ja                  | Ja                         | Nej                                     |
| Rufus               | Ja       | Ja                    | Ja                 | Nej                 | 8                   | Nej                        | Nej                 | Ja                  | 1\|2}}\|{{{3}}}\|}}            | Nej                        | Nej                 | ?                          | Nej                                     |
| Shareaza            | Ja       | Nej                   | Ja                 | Nej                 | 10                  | Nej                        | Nej                 | Ja                  | Ja                             | Nej                        | Ja                  | ?                          | Nej                                     |
| Tomato Torrent      | Ja       | Nej                   | Nej                | Ja                  | 1\|2}}\|{{{3}}}\|}} | 1\|2}}\|{{{3}}}\|}}        | 1\|2}}\|{{{3}}}\|}} | Ja                  | 1\|2}}\|{{{3}}}\|}}            | 1\|2}}\|{{{3}}}\|}}        | 1\|2}}\|{{{3}}}\|}} | ?                          | Nej                                     |
| TorrentFlux         | Ja       | Ja                    | Ja                 | Ja                  | 8                   | Ja                         | Nej                 | Ja                  | Ja                             | Ja                         | Ja                  | Ja                         | Nej                                     |
| Transmission        | Ja       | Ja                    | Nej                | Ja                  | 50                  | Nej                        | Nej                 | Ja                  | Nej                            | Nej                        | Nej                 | ?                          | Nej                                     |
| Turbo Torrent       | Nej      | Nej                   | Ja                 | Nej                 | 8                   | Ja                         | Indbygget           | Nej                 | Ja                             | Nej                        | Nej                 | ?                          | Nej                                     |
| TorrentSpy Rufus    | Ja       | Nej                   | Ja                 | Nej                 | 8                   | Nej                        | Nej                 | Adware              | 1\|2}}\|{{{3}}}\|}}            | 1\|2}}\|{{{3}}}\|}}        | Nej                 | ?                          | Nej                                     |
| µTorrent            | Nej      | Nej                   | Ja                 | Ja                  | 8                   | Ja                         | Indbygget           | Ja                  | Ja                             | Nej                        | Ja                  | Beta                       | Beta                                    |
| XBT Client          | Ja       | Ja                    | Ja                 | Nej                 | 8                   | Ja                         | Ja                  | Ja                  | Ja                             | 1\|2}}\|{{{3}}}\|}}        | Nej                 | ?                          | Nej                                     |
| ZipTorrent          | Nej      | Nej                   | Ja                 | Nej                 | 1\|2}}\|{{{3}}}\|}} | 1\|2}}\|{{{3}}}\|}}        | 1\|2}}\|{{{3}}}\|}} | Ja                  | Ja                             | Nej                        | 1\|2}}\|{{{3}}}\|}} | ?                          | Nej                                     |
| BitTorrent klient   | FLOSS    | Fungerer i Linux/Unix | Fungerer i Windows | Fungerer i Mac OS X | Max aktive torrents | Understøtter Super-seeding | Tracker             | Malware-frit        | Understøtter UPnP Port Mapping | Understøtter NAT Traversal | Understøtter DHT    | Understøtter Peer exchange | Understøtter Protocol header kryptering |

## Egenskaber (fortsat)
| BitTorrent klient   | Programmeringssprog  | Grundlag                         | Brugerflade                                         | Indbygget disk cache | Understøtter Web Seeding | Understøtter Broadcatching (RSS) | Understøtter Prioritering | Understøtter Selektiv Downloading | Understøtter SOCKS til udgående forbindelser | Web Fjernbetjening  | Torrent søgemaskine   |
| ------------------- | -------------------- | -------------------------------- | --------------------------------------------------- | -------------------- | ------------------------ | -------------------------------- | ------------------------- | --------------------------------- | -------------------------------------------- | ------------------- | --------------------- |
| ABC                 | Python               | BitTornado                       | GUI                                                 | 1\|2}}\|{{{3}}}\|}}  | Ja                       | Nej                              | Ja                        | Ja                                | 1\|2}}\|{{{3}}}\|}}                          | Ja                  | Separat download      |
| Acquisition         | Objective-C og Cocoa | Limewire                         | GUI                                                 | 1\|2}}\|{{{3}}}\|}}  | Nej                      | Nej                              | Nej                       | Nej                               | Nej                                          | Nej                 | Nej                   |
| Anatomic P2P        | Python               | BitTornado                       | GUI og gammel CLI                                   | 1\|2}}\|{{{3}}}\|}}  | Ja                       | 1\|2}}\|{{{3}}}\|}}              | 1\|2}}\|{{{3}}}\|}}       | 1\|2}}\|{{{3}}}\|}}               | 1\|2}}\|{{{3}}}\|}}                          | 1\|2}}\|{{{3}}}\|}} | 1\|2}}\|{{{3}}}\|}}   |
| Arctic Torrent      | C++                  | libtorrent                       | GUI                                                 | 1\|2}}\|{{{3}}}\|}}  | Nej                      | Nej                              | Nej                       | Nej                               | Nej                                          | Nej                 | Nej                   |
| Azureus             | Java og SWT          | -                                | GUI, CLI, Telnet, Web, XMLoverHTTP fjernstyring API | Ja                   | Ja                       | Plugin                           | Ja                        | Ja                                | Ja                                           | Plugin              | 3. parts plugins      |
| BitComet            | C++                  | 1\|2}}\|{{{3}}}\|}}              | GUI                                                 | Ja                   | Nej                      | Nej                              | Ja                        | Ja                                | Ja                                           | Nej                 | Indbygget Web browser |
| BitLord             | C++                  | BitComet                         | GUI                                                 | 1\|2}}\|{{{3}}}\|}}  | Nej                      | Nej                              | Ja                        | Ja                                | Ja                                           | Nej                 | Indbygget Web browser |
| BitTornado          | Python               | BitTorrent                       | GUI and CLI                                         | 1\|2}}\|{{{3}}}\|}}  | Ja                       | Nej                              | Ja                        | Ja                                | Nej                                          | Nej                 | Nej                   |
| BitTorrent          | Python               | -                                | GUI and CLI                                         | 1\|2}}\|{{{3}}}\|}}  | Nej                      | Nej                              | Nej                       | Nej                               | Nej                                          | Nej                 | Ja                    |
| BitSpirit           | C++                  | BitComet                         | GUI                                                 | 1\|2}}\|{{{3}}}\|}}  | Nej                      | Nej                              | Ja                        | Ja                                | Ja                                           | Nej                 | Nej                   |
| Bits on Wheels      | Objective-C og Cocoa | -                                | GUI                                                 | 1\|2}}\|{{{3}}}\|}}  | 1\|2}}\|{{{3}}}\|}}      | 1\|2}}\|{{{3}}}\|}}              | 1\|2}}\|{{{3}}}\|}}       | Nej                               | 1\|2}}\|{{{3}}}\|}}                          | Nej                 | 1\|2}}\|{{{3}}}\|}}   |
| Blizzard Downloader | 1\|2}}\|{{{3}}}\|}}  | BitTorrent til en tidlig version | GUI                                                 | 1\|2}}\|{{{3}}}\|}}  | Nej                      | Nej                              | Nej                       | Nej                               | 1\|2}}\|{{{3}}}\|}}                          | Nej                 | Nej                   |
| Blog Torrent        | 1\|2}}\|{{{3}}}\|}}  | BitTorrent til en tidlig version | GUI                                                 | 1\|2}}\|{{{3}}}\|}}  | Nej                      | Nej                              | Nej                       | Nej                               | 1\|2}}\|{{{3}}}\|}}                          | Nej                 | Nej                   |
| BtManager           | Python               | 1\|2}}\|{{{3}}}\|}}              | GUI                                                 | 1\|2}}\|{{{3}}}\|}}  | 1\|2}}\|{{{3}}}\|}}      | 1\|2}}\|{{{3}}}\|}}              | 1\|2}}\|{{{3}}}\|}}       | 1\|2}}\|{{{3}}}\|}}               | 1\|2}}\|{{{3}}}\|}}                          | 1\|2}}\|{{{3}}}\|}} | 1\|2}}\|{{{3}}}\|}}   |
| burst!              | Python               | 1\|2}}\|{{{3}}}\|}}              | GUI                                                 | 1\|2}}\|{{{3}}}\|}}  | 1\|2}}\|{{{3}}}\|}}      | 1\|2}}\|{{{3}}}\|}}              | 1\|2}}\|{{{3}}}\|}}       | 1\|2}}\|{{{3}}}\|}}               | 1\|2}}\|{{{3}}}\|}}                          | 1\|2}}\|{{{3}}}\|}} | 1\|2}}\|{{{3}}}\|}}   |
| ctorrent            | C++                  | 1\|2}}\|{{{3}}}\|}}              | CLI                                                 | 1\|2}}\|{{{3}}}\|}}  | 1\|2}}\|{{{3}}}\|}}      | 1\|2}}\|{{{3}}}\|}}              | 1\|2}}\|{{{3}}}\|}}       | 1\|2}}\|{{{3}}}\|}}               | 1\|2}}\|{{{3}}}\|}}                          | 1\|2}}\|{{{3}}}\|}} | 1\|2}}\|{{{3}}}\|}}   |
| eDonkey2000         | 1\|2}}\|{{{3}}}\|}}  | 1\|2}}\|{{{3}}}\|}}              | GUI                                                 | 1\|2}}\|{{{3}}}\|}}  | 1\|2}}\|{{{3}}}\|}}      | 1\|2}}\|{{{3}}}\|}}              | 1\|2}}\|{{{3}}}\|}}       | 1\|2}}\|{{{3}}}\|}}               | 1\|2}}\|{{{3}}}\|}}                          | 1\|2}}\|{{{3}}}\|}} | 1\|2}}\|{{{3}}}\|}}   |
| freeloader          | Python               | ?                                | GUI                                                 | ?                    | ?                        | Nej                              | ?                         | ?                                 | ?                                            | Nej                 | Nej                   |
| G3 Torrent          | Python               | BitTorrent                       | GUI                                                 | 1\|2}}\|{{{3}}}\|}}  | Nej                      | Ja                               | Ja                        | Ja                                | Nej                                          | Ja                  | Nej                   |
| Gnejme BitTorrent   | Python               | ?                                | GUI                                                 | ?                    | Nej                      | Nej                              | ?                         | ?                                 | ?                                            | Nej                 | Nej                   |
| KTorrent            | C++                  | libtorrent                       | GUI                                                 | 1\|2}}\|{{{3}}}\|}}  | Nej                      | Nej                              | Nej                       | Ja                                | 1\|2}}\|{{{3}}}\|}}                          | Nej                 | Indbygget Web browser |
| Localhost           | Java og SWT          | Azureus                          | GUI?                                                | Ja                   | Nej                      | Plugin                           | Ja                        | Ja                                | Ja                                           | Plugin              | Ja                    |
| MLNet               | OCaml                | -                                | Multiple                                            | 1\|2}}\|{{{3}}}\|}}  | Nej                      | Nej                              | Ja                        | Ja                                | Nej                                          | Ja                  | Nej                   |
| MooPolice           | C++                  | libtorrent                       | GUI                                                 | Nej                  | Nej                      | Nej                              | Ja                        | Ja                                | 1\|2}}\|{{{3}}}\|}}                          | Nej                 | Nej                   |
| Opera 9 browser     | C++                  | ?                                | GUI                                                 | ?                    | Nej                      | ?                                | ?                         | ?                                 | ?                                            | Nej                 | ?                     |
| QTorrent            | C++                  | BitTornado                       | GUI                                                 | 1\|2}}\|{{{3}}}\|}}  | 1\|2}}\|{{{3}}}\|}}      | 1\|2}}\|{{{3}}}\|}}              | 1\|2}}\|{{{3}}}\|}}       | 1\|2}}\|{{{3}}}\|}}               | 1\|2}}\|{{{3}}}\|}}                          | 1\|2}}\|{{{3}}}\|}} | 1\|2}}\|{{{3}}}\|}}   |
| rtorrent            | C++                  | libTorrent                       | CLI                                                 | 1\|2}}\|{{{3}}}\|}}  | Nej                      | Nej                              | Nej                       | Ja                                | 1\|2}}\|{{{3}}}\|}}                          | Nej                 | Nej                   |
| Rufus               | Python               | G3 Torrent                       | GUI                                                 | 1\|2}}\|{{{3}}}\|}}  | Nej                      | Ja                               | Ja                        | Ja                                | 1\|2}}\|{{{3}}}\|}}                          | Ja                  | Nej                   |
| Shareaza            | C++                  | Shareaza kerne                   | GUI                                                 | Ja                   | Nej                      | Nej                              | Ja                        | Nej                               | Nej                                          | Ja                  | Ja                    |
| Tomato Torrent      | Cocoa                | BitTorrent?                      | GUI                                                 | 1\|2}}\|{{{3}}}\|}}  | 1\|2}}\|{{{3}}}\|}}      | 1\|2}}\|{{{3}}}\|}}              | 1\|2}}\|{{{3}}}\|}}       | 1\|2}}\|{{{3}}}\|}}               | 1\|2}}\|{{{3}}}\|}}                          | 1\|2}}\|{{{3}}}\|}} | 1\|2}}\|{{{3}}}\|}}   |
| TorrentFlux         | PHP                  | --                               | Web                                                 | Ja                   | Ja                       | Nej                              | ?                         | ?                                 | ?                                            | ?                   | Ja                    |
| Transmission        | C                    | -                                | GUI                                                 | 1\|2}}\|{{{3}}}\|}}  | Nej                      | Nej                              | Nej                       | Nej                               | Nej                                          | Nej                 | Nej                   |
| Turbo Torrent       | Python               | G3 Torrent                       | GUI                                                 | 1\|2}}\|{{{3}}}\|}}  | Nej                      | Nej                              | Ja                        | Ja                                | 1\|2}}\|{{{3}}}\|}}                          | Ja                  | Indbygget Web browser |
| TorrentSpy Rufus    | Python               | Rufus                            | GUI                                                 | 1\|2}}\|{{{3}}}\|}}  | Nej                      | Ja                               | Ja                        | Ja                                | 1\|2}}\|{{{3}}}\|}}                          | 1\|2}}\|{{{3}}}\|}} | 1\|2}}\|{{{3}}}\|}}   |
| µTorrent            | C++                  | Rufus/G3                         | GUI                                                 | Ja                   | Nej                      | Ja                               | Ja                        | Ja                                | Ja                                           | Alpha               | Ja                    |
| XBT Client          | C++                  | -                                | GUI og Web                                          | 1\|2}}\|{{{3}}}\|}}  | 1\|2}}\|{{{3}}}\|}}      | 1\|2}}\|{{{3}}}\|}}              | Ja                        | Ja                                | 1\|2}}\|{{{3}}}\|}}                          | Ja                  | 1\|2}}\|{{{3}}}\|}}   |
| ZipTorrent          | C++                  | libtorrent                       | GUI                                                 | 1\|2}}\|{{{3}}}\|}}  | 1\|2}}\|{{{3}}}\|}}      | Ja                               | 1\|2}}\|{{{3}}}\|}}       | 1\|2}}\|{{{3}}}\|}}               | 1\|2}}\|{{{3}}}\|}}                          | 1\|2}}\|{{{3}}}\|}} | 1\|2}}\|{{{3}}}\|}}   |
| BitTorrent klient   | Programmeringssprog  | Grundlag                         | Brugerflade                                         | Indbygget disk cache | Understøtter Web Seeding | Understøtter Broadcatching (RSS) | Understøtter Prioritering | Understøtter Selektiv Downloading | Understøtter SOCKS til udgående forbindelser | Web Fjernbetjening  | Torrent søgemaskine   |